# Роазан
Роаза̀н (на италиански и на френски: Roisan) е село и община в Северна Италия, автономен регион Вале д'Аоста. Разположено е на 866 m надморска височина. Населението на общината е 1037 души (към 2010 г.).